# Жовтець кавказький
Жовтець кавказький (Ranunculus caucasicus) — вид квіткових рослин з родини жовтецевих (Ranunculaceae).

## Біоморфологічна характеристика
Багаторічна трав'яниста рослина 50–100 см заввишки. Листки перисто-розсічені, частки їх клинувато-ромбічні, надрізано-зубчасті, середня — на довшій ніжці.

## Поширення
Поширення: Україна [Крим], Північний Кавказ, Туреччина, Південний Кавказ, Іран.
В Україні вид росте у лісах, на узліссях — у Криму, а верхньому поясі.